# Iglesia de la Asunción de Nuestra Señora (Benlloch)

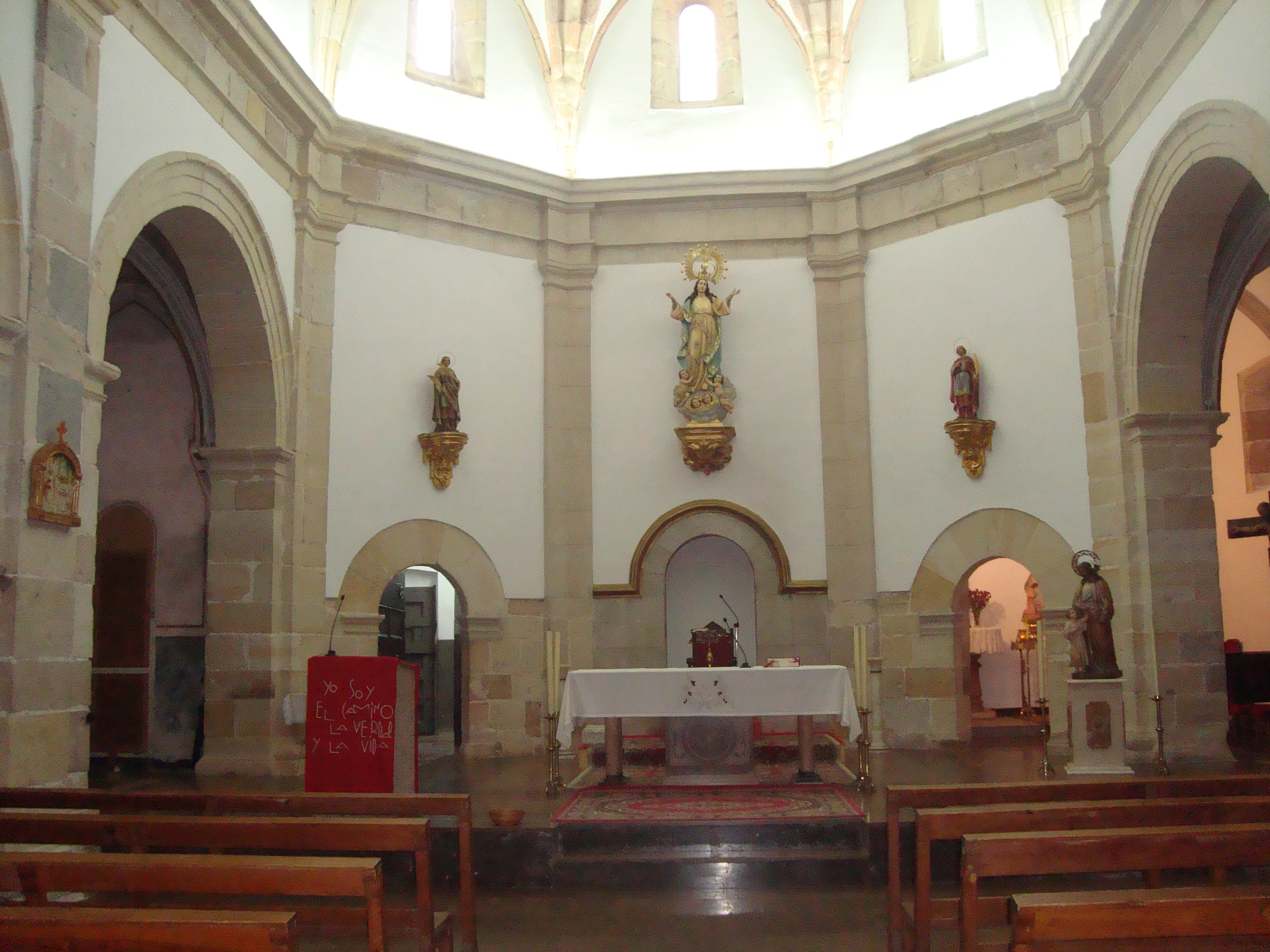
Iglesia

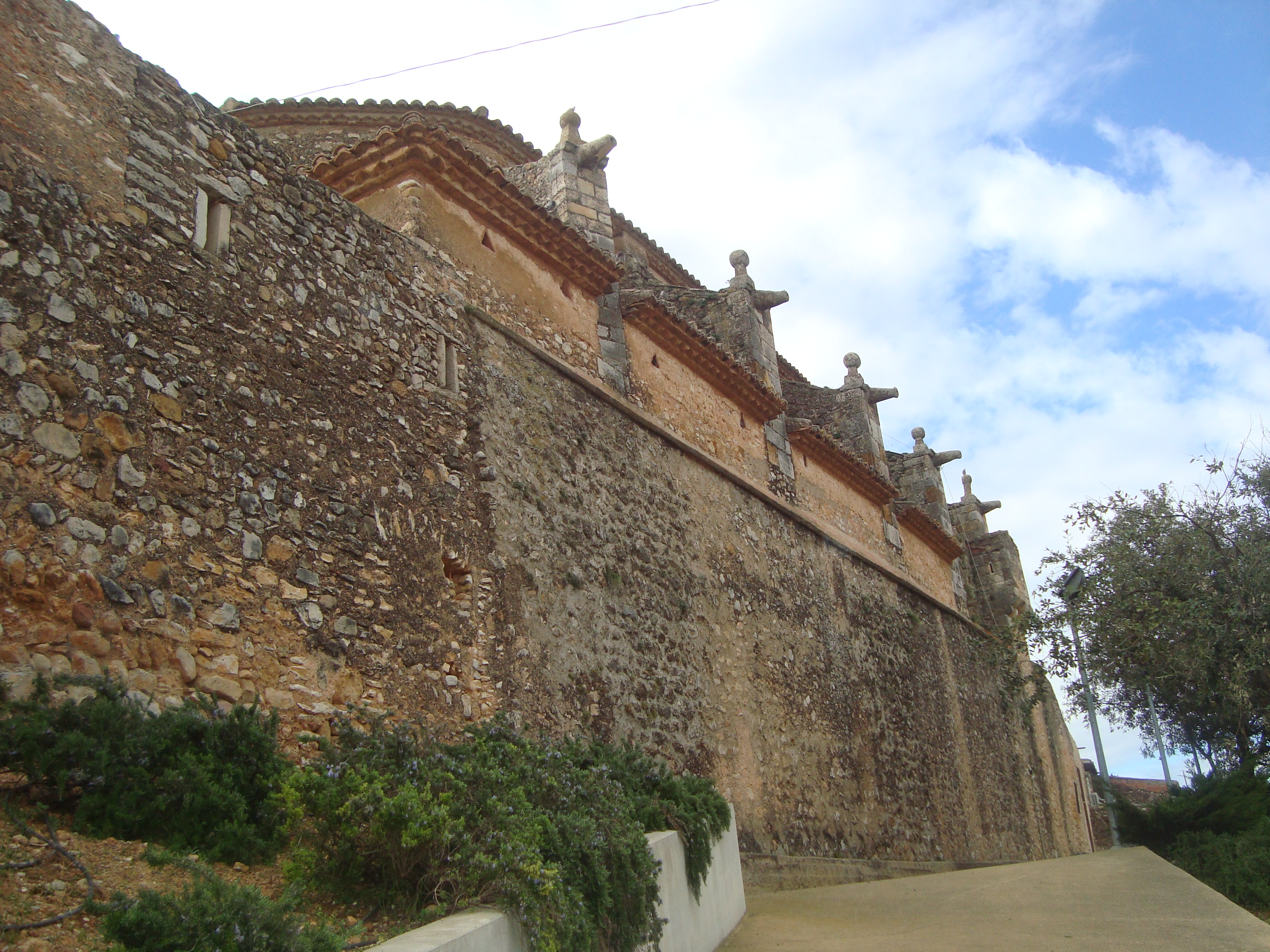
Murallas y sistemas defensivos

La iglesia parroquial de la Asunción de Benlloch (Provincia de Castellón, España), es un templo católico, construido entre 1614 y 1650 siguiendo las pautas del estilo renacentista.
El templo presenta planta de nave única, a la que se le añaden a los lados capillas laterales, en la cabecera de la planta un ábside poligonal y una sacristía en uno de los laterales del ábside. La fachada es renacentista y está adornada con columnas de rico trabajo. La bóveda estrellada del presbiterio es claro exponente del carácter de las soluciones góticas de estas comarcas.
Junto a la portada se encuentra el campanario, de unos 25 metros de altura al cual se accede por una escalera de caracol de más de 150 peldaños. 

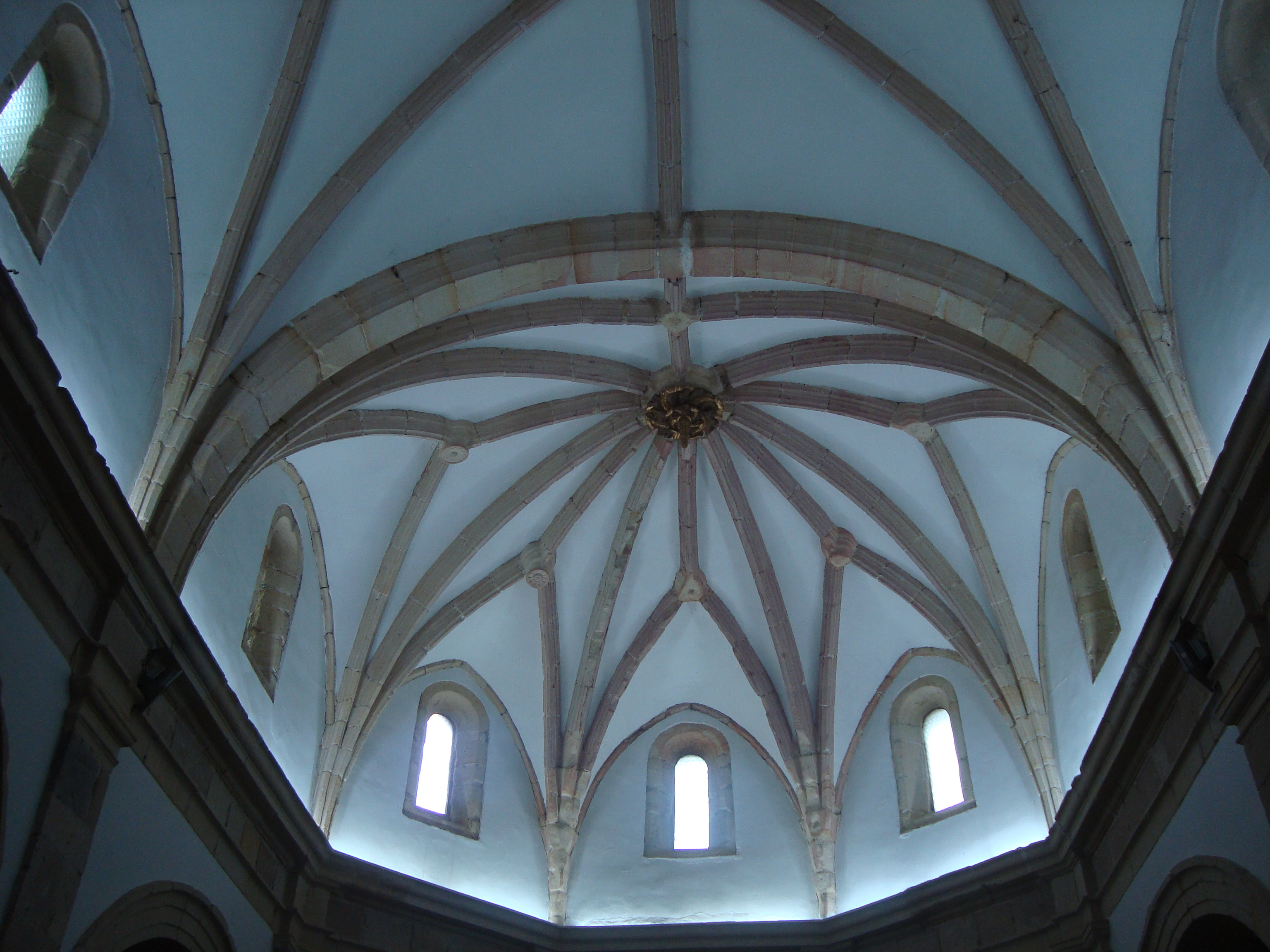
Bóveda de crucería de la Iglesia de la Asunción (Benlloch, Castellón)

Presenta aspecto de fortaleza con torreón defensivo en la parte posterior del edificio, junto con un lienzo de muralla adosada a la iglesia. 

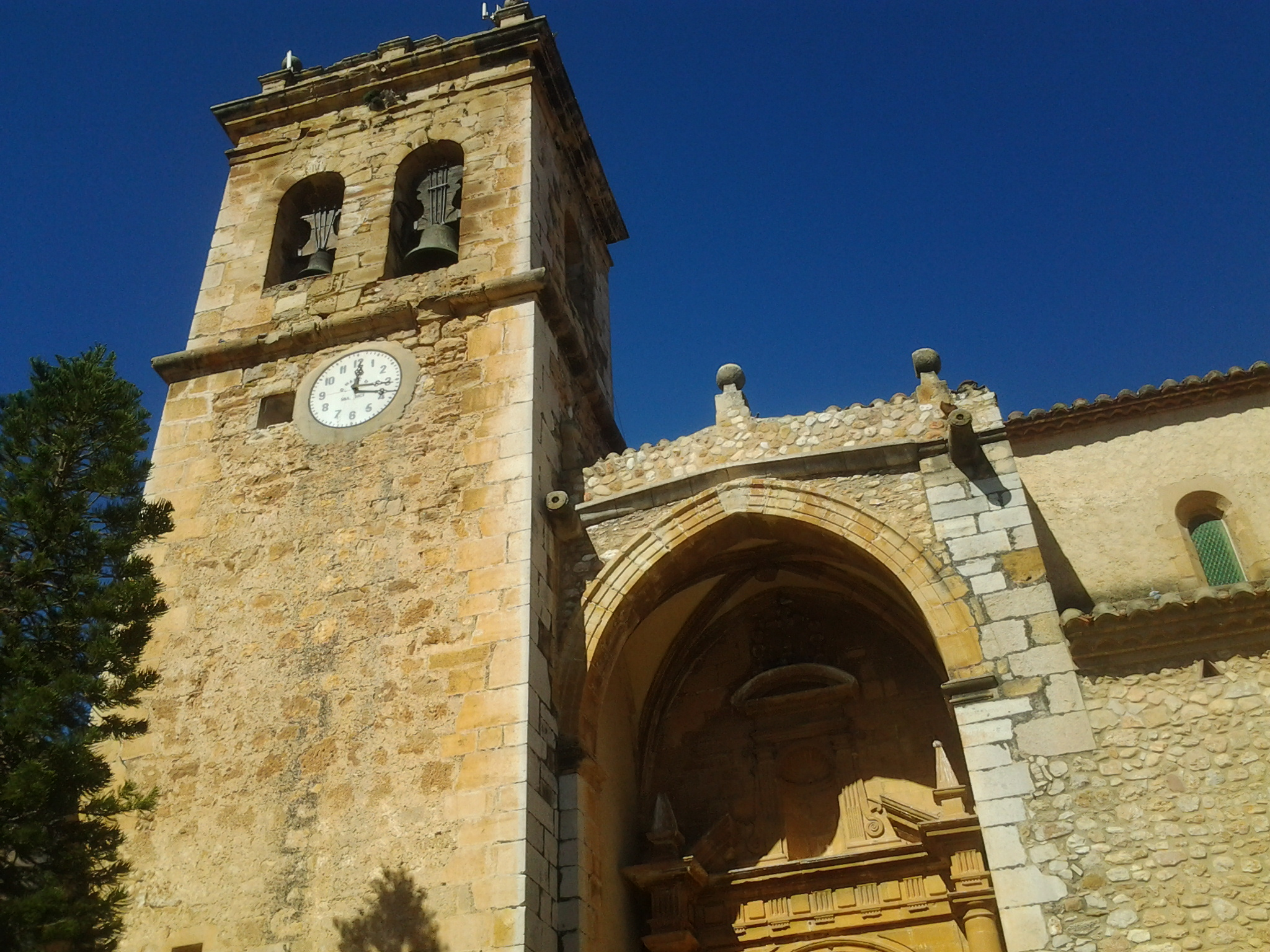
Iglesia de la Virgen de la Asunción (Benllóc)

## Referencias

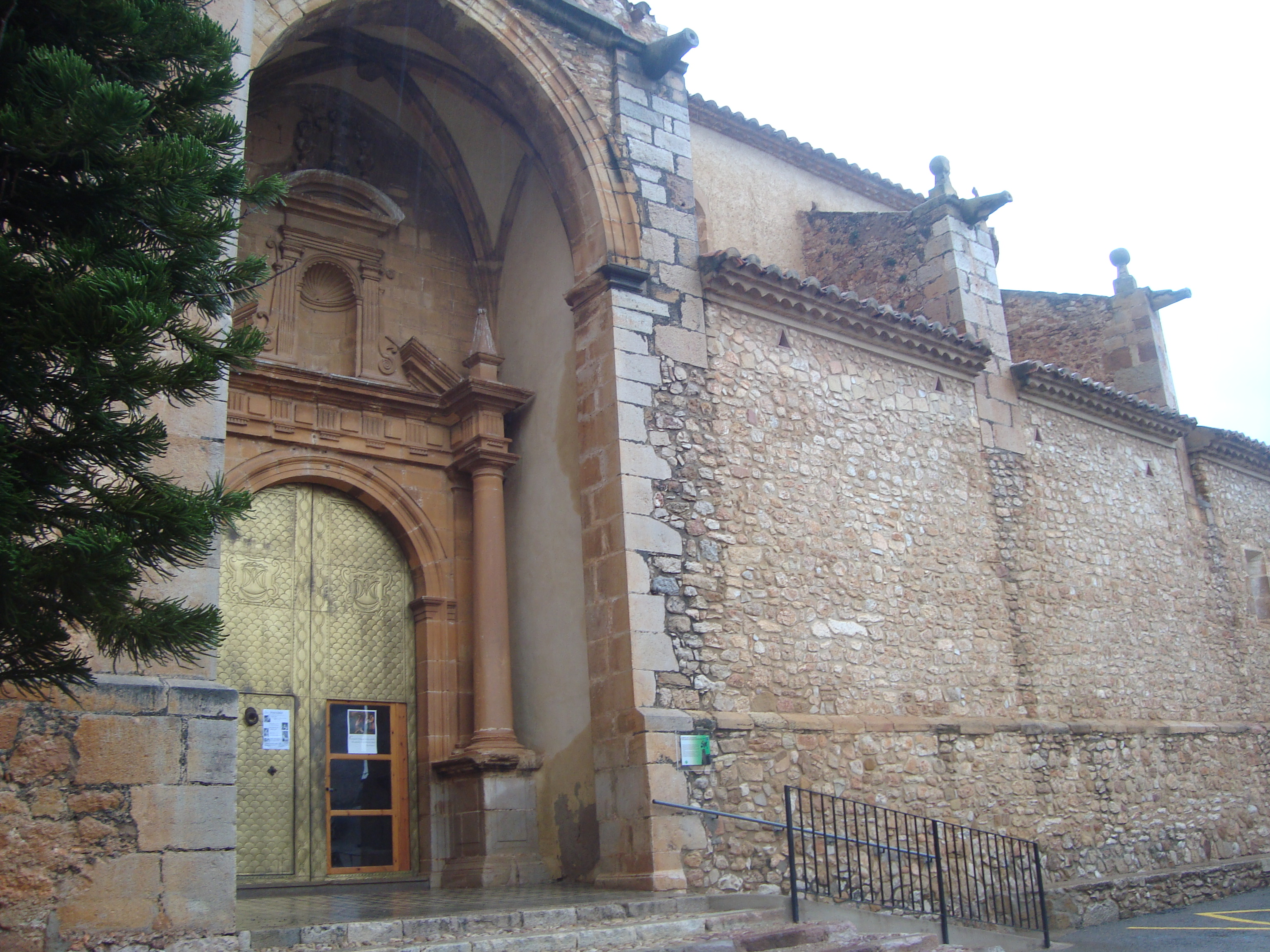
Iglesia parroquial de la Asunción (Benlloch, Castellón)

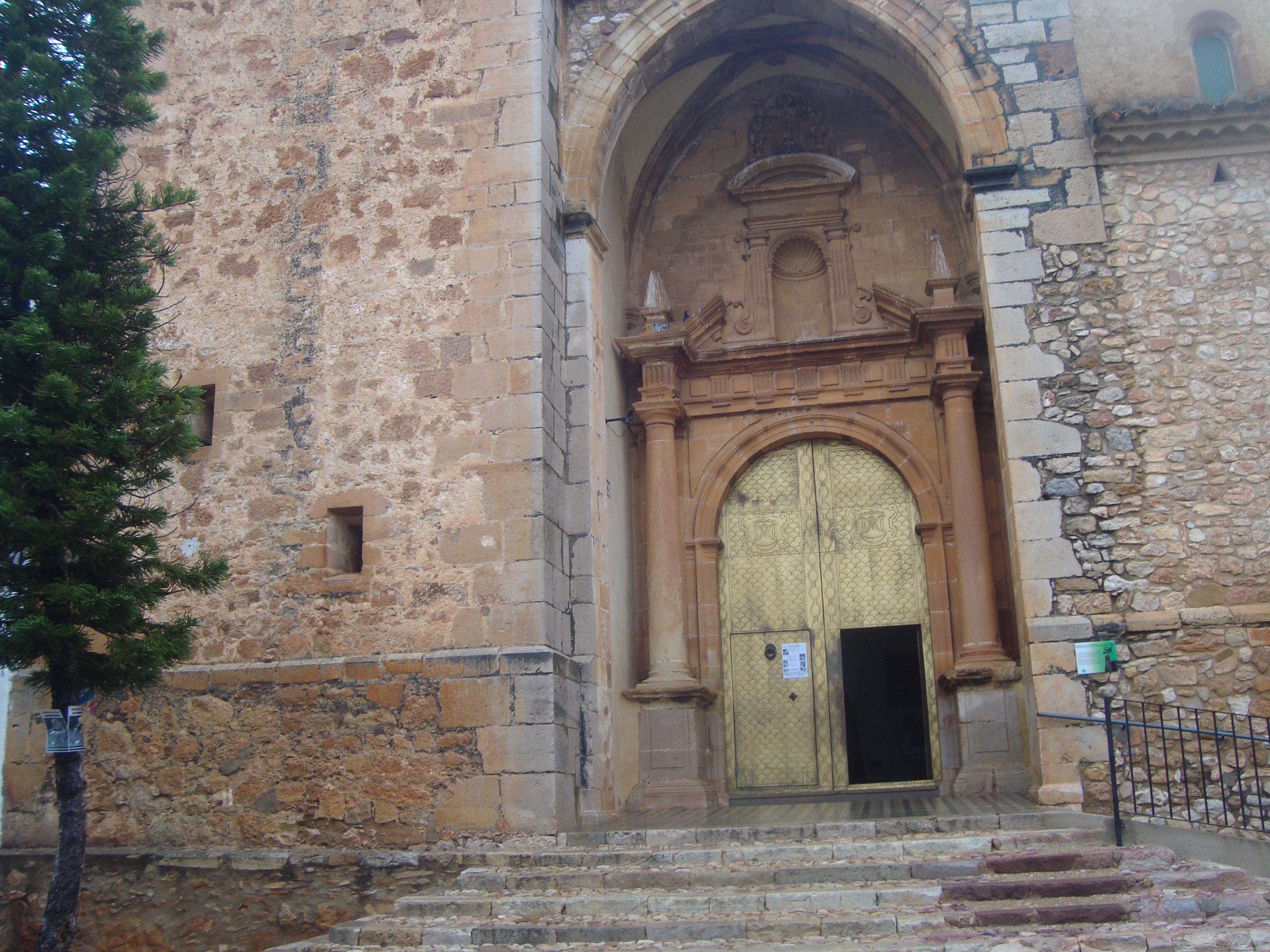
Iglesia Parroquial de la Asunción (Benlloch)